# Una ragazza, un maggiordomo e una lady
Una ragazza, un maggiordomo e una lady (Candleshoe) è un film del 1977 diretto da Norman Tokar. Prodotto da Walt Disney Productions, il film è basato sul romanzo di Michael Innes Christmas at Candleshoe; gli interpreti principali sono Jodie Foster, Helen Hayes, David Niven e Leo McKern.

## Trama
Harry Bundage scopre che nella tenuta di "Candleshoe" di proprietà di Lady St Edmund c'è un grande tesoro nascosto.
Harry rintraccia tramite un investigatore privato Casey Brown, una ragazza di strada americana, che per alcune caratteristiche fisiche somiglia alla nipote scomparsa in tenera età di Lady St Edmund.
Harry convince Casey ad aiutarlo nella ricerca del forziere e la istruisce circa le abitudini, i gusti e i comportamenti in modo da potersi spacciare per la nipote scomparsa ed entrare come infiltrata nella villa della nobildonna.
Harry riferisce a Casey il primo indizio per arrivare al tesoro e quello di cercare gli altri è specifico compito della ragazza.
Dopo giorni di preparativi Harry conduce Casey a Candleshoe e la presenta a Lady St Edmund, la quale crede effettivamente che la ragazza sia sua nipote e insiste perché rimanga con lei.
Casey entra quindi a far parte della famiglia. A Candleshoe conosce Priory, il cui compito principale è quello di maggiordomo ma, a causa dei problemi economici di cui Lady St Edmund è all'oscuro, è anche giardiniere e autista; inoltre, per alleviare la solitudine della vecchia signora, si traveste per impersonare la parte di un vecchio colonnello che la va a trovare il primo mercoledì di ogni mese.
Nella tenuta abitano anche alcuni ragazzi orfani che sono stati affidati a lady St Edmund e che contribuiscono al mantenimento della casa aiutando Priory nei lavori domestici, nella vendita dei prodotti della tenuta al mercato del villaggio e come guide per i turisti che visitano la tenuta.
Inizialmente Casey entra con il solo scopo di trovare il tesoro, ma col trascorrere dei giorni si affeziona agli abitanti della casa nei quali trova quel calore familiare che le è sempre mancato nella vita di strada condotta negli Stati Uniti; così il ruolo di infiltrata nella famiglia comincia a pesarle.
La ragazza si impegna allora per risolvere i problemi finanziari di Candleshoe, trascurando però la ricerca del forziere. Ciò scatena le ire di Harry che si presenta a sorpresa nella tenuta; aggredisce Casey e ruba i soldi raccolti al mercato e necessari al mantenimento di Candleshoe.
Senza soldi e con la scadenza delle tasse ormai prossima, per la famiglia non rimane che mettere in vendita la proprietà, destinando Lady St Edmund alla casa di riposo e i ragazzi al ritorno in orfanotrofio.
Casey, a seguito dell'aggressione di Harry, viene ricoverata in ospedale, dove riceve la visita degli altri ragazzi. In un primo momento, per timore, nega di conoscere l'aggressore, ma poi si convince e confessa ai ragazzi la sua vera identità e il suo vero scopo iniziale.
Data la notizia a Priory e Lady St Edmund, decidono di mettersi sulle tracce del tesoro.

## Produzione
Il film è stato girato nella manor house Compton Wynyates, nella contea del Warwickshire, in Inghilterra, la casa di Spencer Compton, VII Marchese di Northampton.